# ریچارد لوید (گیتاریست)
ریچارد لوید (انگلیسی: Richard Lloyd؛ زادهٔ ۲۵ اکتبر ۱۹۵۱) یک موسیقی‌دان اهل ایالات متحده آمریکا است.